# Список об'єктів Світової спадщини ЮНЕСКО в Непалі
У списку об'єктів Світової спадщини ЮНЕСКО в Непалі станом на 2015 рік налічується 4 об'єкти: 2 культурні та 2 природні. 

## Список
У поданій таблиці подано перелік об'єктів Світової спадщини ЮНЕСКО в Непалі в порядку їх включення до списку.
| № | Зображення | Назва                           | Місцеположення  | Тип        | Час створення      | Час внесення до списку | №                                                  | Критерії    |
| - | ---------- | ------------------------------- | --------------- | ---------- | ------------------ | ---------------------- | -------------------------------------------------- | ----------- |
| 1 |            | Національний парк Сагарматха    | Зона Сагарматха | Природний  | 1976               | 1979                   | 120 [Архівовано 5 липня 2017 у Wayback Machine.]   | vii         |
| 2 |            | Долина Катманду                 | Зона Багматі    | Культурний | XII—XVIII століття | 1979                   | 121 [Архівовано 26 грудня 2018 у Wayback Machine.] | iii, iv, vi |
| 3 |            | Національний парк Роял-Чітаван  | Зона Нараяні    | Природний  | 1973               | 1984                   | 284 [Архівовано 26 грудня 2018 у Wayback Machine.] | vii, ix, x  |
| 4 |            | Лумбіні, місце народження Будди | Лумбіні         | Культурний | —                  | 1997                   | 666 [Архівовано 7 січня 2019 у Wayback Machine.]   | iii, vi     |